# Festival bunjevački’ pisama 2001.
Festival bunjevački’ pisama 2001. bio je prvo izdanje tog festivala. Natjecale su se pjesme koje su izvodili Emil Antunović "Donela te jesen", Josip Francišković "Opili me jorgovani", Lidija Horvat "Nane moja" i s pjesmom "Balada gitari" Marija Jaramazović "Božur", Nikola Jaramazović "Tanak cigar", Siniša Kujundžić "Mila moja panonija", Marinko Rudić "Sunce je pripeklo", Nikola Šarić "Tavankut kraj Subotice", Mario Tikvicki "Momkovo sam", 

## Vanjska poveznica
- Zvonik[neaktivna poveznica] Održan I. Festival bunjevački pisama